# Chapelle (Glâne)
Pour les articles homonymes, voir Chapelle (homonymie).
Chapelle (Tsapala  en patois fribourgeois) est ancienne une commune suisse et actuellement une localité de Rue, située dans le canton de Fribourg, dans le district de la Glâne.

## Géographie
Selon l'Office fédéral de la statistique, Chapelle mesure 202 ha. 8,4 % de cette superficie correspond à des surfaces d'habitat ou d'infrastructure, 71,4 % à des surfaces agricoles et 20,2 % à des surfaces boisées.
Chapelle est limitrophe de Le Flon et Rue ainsi qu'Oron dans le canton de Vaud.

## Histoire
Le 12 novembre 2023, les habitants de la commune acceptent en votation populaire, à 83,6 %, d'intégrer leur village à la commune de Rue à l'instar d'Auboranges et Écublens. La fusion sera effective au 1er janvier 2025. 

## Démographie
Selon l'Office fédéral de la statistique, Chapelle compte 334 habitants en 2022. Sa densité de population atteint 165 hab./km2.
Le graphique suivant résume l'évolution de la population de Chapelle entre 1850 et 2008 :